# Чемберлен (Південна Дакота)
Чемберлен (англ. Chamberlain) — місто (англ. city) в США, в окрузі Брул штату Південна Дакота. Населення — 2473 особи (2020).

## Географія
Чемберлен розташований за координатами 43°47′13″ пн. ш. 99°19′31″ зх. д. / 43.78694° пн. ш. 99.32528° зх. д. (43.786955, -99.325325).  За даними Бюро перепису населення США в 2010 році місто мало площу 20,31 км², з яких 17,21 км² — суходіл та 3,10 км² — водойми.

## Демографія
Згідно з переписом 2010 року, у місті мешкало 2387 осіб у 1040 домогосподарствах у складі 589 родин. Густота населення становила 118 осіб/км².  Було 1142 помешкання (56/км²).
Расовий склад населення:
| - 81,9 % — білих - 14,8 % — корінних американців - 0,3 % — чорних або афроамериканців - 0,2 % — азіатів |

До двох чи більше рас належало 2,8 %. Частка іспаномовних становила 1,5 % від усіх жителів.
За віковим діапазоном населення розподілялося таким чином: 24,1 % — особи молодші 18 років, 58,3 % — особи у віці 18—64 років, 17,6 % — особи у віці 65 років та старші. Медіана віку мешканця становила 41,8 року. На 100 осіб жіночої статі у місті припадало 84,0 чоловіків;  на 100 жінок у віці від 18 років та старших — 86,2 чоловіків також старших 18 років.
Середній дохід на одне домашнє господарство  становив 64 856 доларів США (медіана — 52 845), а середній дохід на одну сім'ю — 73 565 доларів (медіана — 58 333). Медіана доходів становила 35 833 долари для чоловіків та 32 458 доларів для жінок. За межею бідності перебувало 11,4 % осіб, у тому числі 11,6 % дітей у віці до 18 років та 10,0 % осіб у віці 65 років та старших.
Цивільне працевлаштоване населення становило 1272 особи. Основні галузі зайнятості: освіта, охорона здоров'я та соціальна допомога — 40,2 %, роздрібна торгівля — 11,6 %, мистецтво, розваги та відпочинок — 9,5 %.